# 第一次打招呼会议
第一次打招呼会议，是“文化大革命”期间1975年11月下旬中共中央召开的一次会议，召开于刘冰上书事件后。
1975年11月，中共清华大学党委副书记刘冰等两次写信给时任中国共产党中央委员会主席的毛泽东，反映迟群、谢静宜在生活作风和思想作风方面的问题。毛泽东分析矛头是指向自己的“文化大革命”，并在中共中央政治局11月20日的会议上，要求邓小平赞同“文化大革命”，但邓小平引用《桃花源記》称：“我是桃花源中人”、“不知有汉，无论魏晋。”婉拒。
1975年11月下旬，中共中央在北京召开“打招呼会议”，参加这次会议的主要是党、政、军机关一些负责的“老同志”，共130余人。会上，中央政治局委员华国锋宣读了由毛泽东审阅批准的《打招呼的讲话要点》，并分组进行了座谈讨论。会议后，清华大学开始“反击右倾翻案风”，并很快波及全国:29。
会议后，中共中央副主席、国务院副总理邓小平主持的整顿工作中断。1975年11月26日，中共中央向各地方一把手和负责人发出通知，通报了第一次打招呼会议情况，转发了《打招呼的讲话要点》，要求在党委常委中传达讨论。12月14日，中共中央转发《清华大学关于教育革命大辩论的情况报告》，定性事件“矛头实际上是对着毛主席的”。1976年2月5日，中共中央通知将《打招呼的讲话要点》扩大传达到党内外群众。6日，中共中央批转中共中央军委关于停止学习和贯彻执行1975年7月邓小平、叶剑英在军委扩大会议上的讲话的文件:29。
随后，中共中央于1976年2月召开第二次打招呼会议。